# ベルアイル海峡

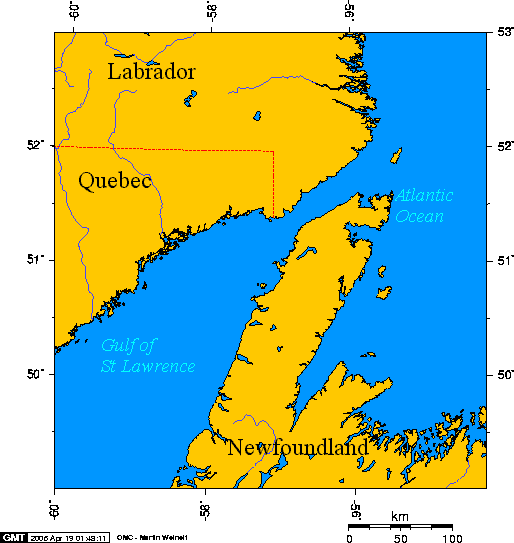
ベルアイル海峡

ベルアイル海峡（ベルアイルかいきょう、英: Strait of Belle Isle、仏: détroit de Belle Isle）は、カナダのラブラドル半島とニューファンドランド島北部の間にある海峡。大西洋とセントローレンス湾の北側をつないでいる。名前の由来は海峡の大西洋側にある、ラブラドール半島のテーブルヘッド（Table Head）とニューファンドランド島のグレート・ノーザン半島のボールド岬（Cape Bauld）との中間点にあたるベル島（Belle Isle）という小島から。一般に「世界の果てが見える」と言われるほどの絶景が有名な地。

## 概要
長さは125km、幅は最大で60km、最も狭隘な部分で15kmで、平均では18km。海流が極めて強く、海峡を船で通ることは非常に危険である。海峡の深さは場所によっては数百メートルに達し、年間8ヶ月から10ヶ月間にわたり海氷が漂い、天気も強風や霧などが多く変わりやすい。
この海峡はセントローレンス湾の北側の出口にあたる。セントローレンス湾には他にも、南のカボット海峡とカンソー海峡という出口があるが、ベルアイル海峡もこれらの海峡と共に五大湖からセントローレンス川、大西洋へと続くセントローレンス海路の一部とされている。ベルアイル海峡は、ヨーロッパへ向かう最短距離の海峡であり、かつハドソン湾やヌナブト準州、ノースウェスト準州へ向かう最短距離の海峡である。しかし海氷が年間を通した航海を妨げていることから、カナダの沿岸警備隊は衝突が起こらないよう海上交通情報サービス（vessel traffic service、VTS）を提供している。
海峡の西部では、ニューファンドランド島のセント・バーブ（St. Barbe）とケベック州のブラン・サブロン（Blanc Sablon）とを結ぶフェリーが季節限定で運航されている。ラブラドール半島を貫く新道路、トランス・ラブラドール・ハイウェイが完成したことでこのフェリー航路は能力が拡充された一方、海峡沿いの孤立した港町（アウトポート、outports）を結ぶフェリーは廃止された。

## 海底トンネル構想
ラブラドール半島とニューファンドランド島の間を海底トンネルで繋ぐ構想は何度も現われている。1970年代半ばには電力線を通す海底トンネル工事が行われようとしたが失敗に終わった。もしこうしたトンネルができれば、おそらく長さ17kmほどの海底鉄道トンネルになると考えられている。 この提案は、ノバスコシア州へのフェリー連絡に頼るニューファンドランド島の交通事情を改善する意図があるが、巨額の費用がかかること、ラブラドールからケベックまでの道路・鉄道ネットワークが依然貧弱で不安定であることが問題視されている。2003年10月には、選挙の結果成立した新しい州内閣が、連邦と州政府で資金を出し合い海峡トンネル計画の研究をすることを発表している。